# Folsom Europe

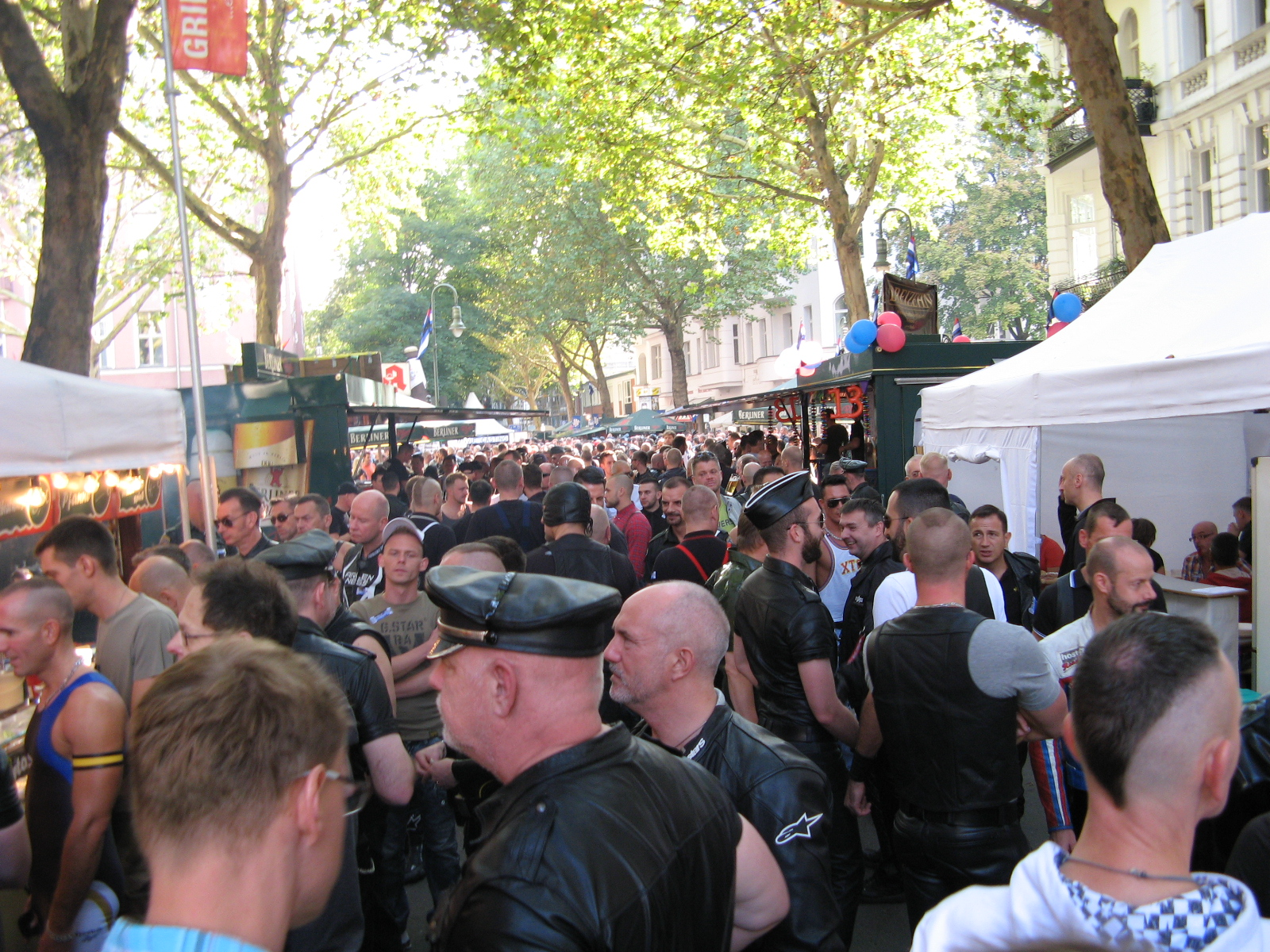
Folsom Europe 2013 in der Fuggerstraße, Berlin

Folsom Europe ist ein schwul-lesbisches Straßenfest der Leder- und Fetischszene. Es findet einmal im Jahr im Berliner Ortsteil Schöneberg statt und folgt dem Vorbild der Folsom Street Fair in San Francisco.

## Geschichte
2003 wurde der Verein Folsom Europe e. V. mit Sitz in Berlin gegründet. Seit 2004 findet jährlich im September in der Fuggerstraße und der Welserstraße eine Veranstaltung unter der Bezeichnung Folsom Europe statt.
Neben den homosexuellen Gruppen waren dort auch die BDSM-Verbände SMart Rhein-Ruhr, die BVSM e. V. und BDSM Berlin mit einem eigenen Stand vertreten. Die Überschüsse gehen an Fördergruppen, die Präventions- oder Betreuungsarbeit im Bereich HIV/AIDS leisten. Der Berliner Tourismusverband unterstützt die Veranstaltung, die das erste Straßenfest für die Leder-Fetisch-Szene in Europa war und heute als deren wichtigstes Treffen gilt.

### Kontroverse um das Grußwort des Regierenden Bürgermeisters
2005 sorgte das Grußwort des Regierenden Bürgermeisters Klaus Wowereit zur Veranstaltung für kontroverse Reaktionen in Medien und Politik. Berliner Redaktionen sprachen in Reaktion auf die erstmalige Unterstützung der Veranstaltung von einer „echt harten Nummer“, nachdem die Berliner CDU das Grußwort Wowereits als mit der Würde des hohen Amtes nicht vereinbar bezeichnet hatte und Flugblätter aufgetaucht waren, in denen stand, Wowereit verharmlose rassistische Vergewaltigungspornografie als „Lebensfreude pur“. Die Partei vertrat die Auffassung, Fotos im schriftlichen Marketingmaterial der Veranstaltung zeigten unumwunden Akte enthemmter Gewalt und faschistoide Motive.
CDU-Gegenkandidat Friedbert Pflüger, der ebenso wie Wowereit noch kurz zuvor den Berliner Christopher Street Day besucht hatte, erklärte hingegen, von ihm würde das Festival kein Grußwort bekommen, man müsse schon genau darüber nachdenken, welche Veranstaltung man mit einem Grußwort auszeichne, und betonte, er würde auch kein Grußwort für eine Erotikmesse schreiben. Unter der Überschrift „Lesben und Schwule in der Union sehen Akzeptanz durch Gewalthedonie bei Folsom Europe Fest gefährdet“, unterstützen 2005 die Lesben und Schwule in der Union die Kritik Pflügers an der Veranstaltung. Der Vorsitzende der Organisation, Jan Kayser, veröffentlichte eine Pressemitteilung, in der er die These aufstellte, dass Folsom Europe mit der aggressiven Darstellung des Festcharakters und dessen potenzieller Besucher die Akzeptanz der gesamten Homosexuellenszene in der Gesellschaft gefährden würde. Wenige Tage später erklärte er, dass er in der Pressemitteilung falsch zitiert worden sei und niemals den friedlichen und offenen Charakter des Festes in Frage gestellt habe.
Der Generalsekretär der Berliner CDU, Frank Henkel, bezeichnete die Teilnehmer des Events als eine Gruppe von Leuten, die ihren Lebenssinn darin sehen, abartige Sexualmethoden zu praktizieren, und unterstrich seine Ansicht, dass die Veranstaltung mit Toleranz und einer weltoffenen Stadt nichts mehr zu tun habe, sondern ein Akt der Selbstinszenierung einer Szene sei. Der Vorstandsvorsitzende des Folsom Europe e. V. Daniel Rüster wies in einer Presseerklärung die Kritik zurück. Er betonte, dass das Event kein „Sado-Maso-Fest“, sondern ein Straßenfest der Leder- und Fetisch-Gemeinde Europas sei. Er unterstrich, dass diese spezielle Szene bereits seit den 1970er Jahren gesellschaftspolitisch aktiv sei und in den 1980er Jahren wesentlich zum Aufbau vieler AIDS-Hilfen im In- und Ausland beigetragen habe. Den Vorwurf der Verherrlichung oder gar Förderung rassistischer Vergewaltigungspornografie wies er entschieden zurück.
2006 unterstützte der zu diesem Zeitpunkt um eine Wiederwahl kandidierende Wowereit die Veranstaltung erneut mit einem Grußwort: „Eine Veranstaltung wie das Folsom Europe passt zu Berlin: Als Treffpunkt für Menschen aus aller Welt, die in eine tolerante und weltoffene Stadt kommen, um miteinander zu feiern, um sich mit Gleichgesinnten auszutauschen, um Spenden für karitative Zwecke zu sammeln und so Vorbehalte abzubauen.“